# Pilar Barrios
Pilar Barrios (Rocha, 1889-Montevideo, 1974) fue un activista, escritor y político uruguayo, fundador y militante del antiguo Partido Autóctono Negro (PAN).

## Biografía
En su poesía mostró una comprensión del racismo basado en criterios de clase social, con la esperanza de cambiar esta situación tomando como referencia el desarrollo de una conciencia racial, a la cual nombró como negritud. Barrios era optimista en este sentido, porque creía en la igualdad de la gente y de las razas, como lo expresó en sus poemas. 
Uno de sus medios de expresión fue el periódico Nuestra raza, que había fundado en 1917 junto con sus hermanos Ventura y María Esperanza Barrios. 

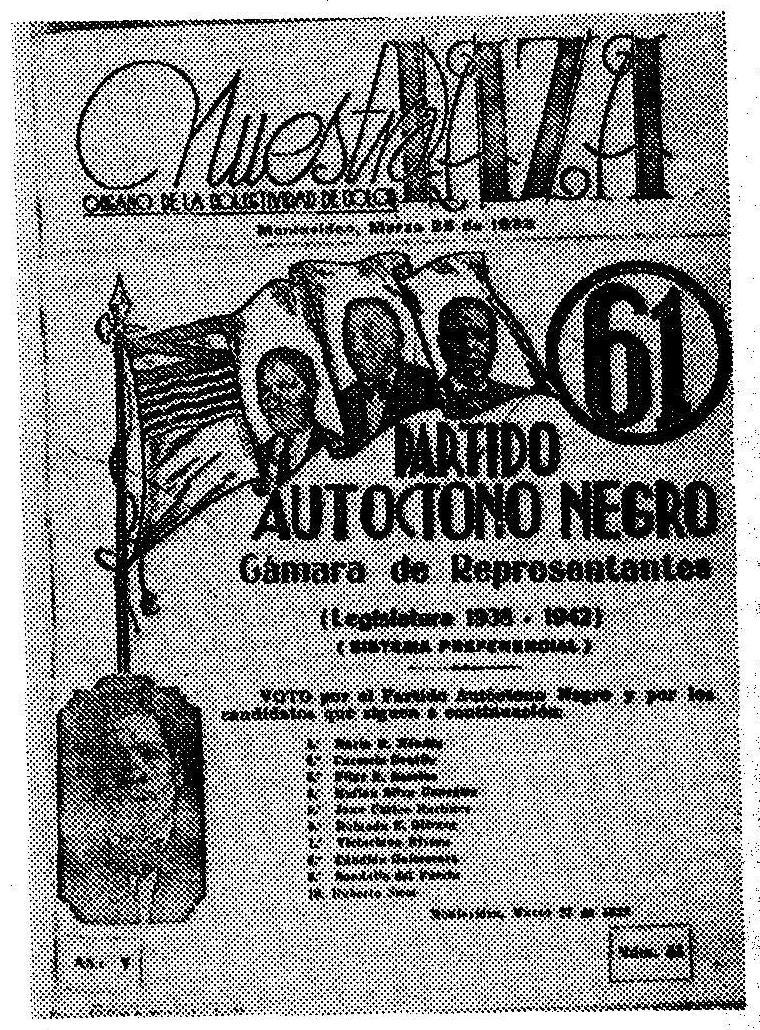
Portada de la Revista Nuestra Raza nº 55 (1938) compuesta con un facsímil de la hoja electoral del Partido Autóctono Negro (PAN) de Uruguay

El 31 de julio de 1937 se casó con la activista Maruja Pereyra. Al publicar Piel negra en 1947 , se convirtió en uno de los dos únicos poetas afrouruguayos en haber publicado un libro (la otra fue Virginia Brindis de Salas). Como uno de los intelectuales afrouruguayos más destacados, Barrios estaba en contacto con la actividad intelectual negra de todo el mundo, intercambiando correspondencia, por ejemplo, con Langston Hughes.

## Obras
- En la Agraciada (publicado en el diario El civismo)
- Piel negra (1947)
- Mis cantos (1949)
- Campo afuera (1958)